# Francisco Simón Rivas Larraín
Francisco Simón Rivas Larrain (Santiago de Chile, septiembre de 1943) es un escritor chileno.

## Biografía
Nació en la localidad de Paine en septiembre de 1943. Se recibió de médico, especializándose en Neurocirugía. Posteriormente se licenció en Filosofía en la Universidad de Chile y ejerció la cátedra de Filosofía Antigua en esa casa de estudios hasta septiembre de 1973.
Fue vicepresidente del Colegio Médico de Chile y en su calidad de tal integró la Asamblea de la Civilidad de la que fue Secretario General durante los intensos momentos en que esta se constituyó en el principal referente opositor a la dictadura de Augusto Pinochet.
Luego del paro convocado por la Asamblea el 2 y 3 de julio de 1986 fue detenido y encarcelado por infracción a la Ley de Seguridad Interior del Estado.
En 1982 publicó su primera novela El Informe Mancini bajo el seudónimo de Francisco Simón, que marca el inicio de una prolífica obra entre la que se cuentan 10 novelas, 2 volúmenes de cuentos y un libro testimonio sobre los médicos involucrados en las violaciones a los derechos humanos en Chile.
Militante del Partido Socialista de Chile, fue miembro de la dirección clandestina de la corriente almeydista. En 1989 fue candidato a senador por la circunscripción electoral n° 16 (Región de los Lagos Norte, hoy Región de los Ríos y parte de la actual Región de los Lagos) como independiente dentro del pacto Concertación de Partidos por la Democracia, sin ser electo. Posteriormente, ya en el primer gobierno democrático tras el régimen militar (1990-1994) fue nombrado Embajador en Canadá por el presidente Patricio Aylwin Azócar.
Ha ejercido como profesor en las Escuelas de Medicina de la Universidad de Chile y en la Universidad de Santiago.
En la actualidad es el jefe del Servicio de Salud Metropolitano Central, participa como autor en CRLA-Archivos. MSHS-Université de Poitiers y es Director Editorial de “Al Margen Editores”.

## Su literatura
Su obra se caracteriza por una parte por un permanente conflicto entre la realidad y la ficción, fuertemente comprometido con los procesos políticos que han sacudido a su país, Rivas o Simón su seudónimo para protegerse de la censura y de la persecución política, inventa desarrollos probables de la sociedad chilena en contextos determinados, así es como literaturizó de distintas maneras la supuesta caída del dictador en sus novelas, ya sea derrocado por las huestes de un vendedor de globos terráqueos apertrechado con armamentos propios de los comandos primermundistas o exterminado por un vengador misterioso que se ha encargado de hacer justicia a través de los tiempos.
El mismo autor ha declarado: 

Lo que pasa es que yo estuve muy vinculado al proceso político de la dictadura, Fui Secretario General de la Asamblea de la Civilidad, fui Secretario General del Colegio Médico. En fin (...) Yo estoy muy comprometido con un tipo de escritores que son de mi generación: Mauricio Wacquez, Ariel Dorfman, y con otra gente que está aquí en Chile. Probablemente ninguno de nosotros sea un gran escritor, pero sí hemos estado comprometidos con la literatura como oficio, diría yo, siéndolo con el acontecer nacional, con la realidad y con el sufrimiento de nuestro pueblo, yo desde ese punto de vista no puedo desligarme de la política, no puedo...»

Rivas deviene entre distintos códigos de la literatura latinoamericana, pues en Martes Tristes, reescribe la Historia de Chile utilizando el modo de representar propio del Realismo Mágico, mientras que sobre todo en Historias de la periferia desarrolla las historias usando referencias enciclopédicas ficticias propias de los laberintos borgeanos.
Un tema central dentro de sus novelas y cuentos va a ser la percepción de la historia que es continuamente criticada, juzgada e inclusive parodiada, para Rivas, como para Aristóteles hay más verdad en la literatura que en la historia que en definitiva ha sido escrita a su amaño por los vencedores.
Así lo manifiesta el crítico José Promis:

Una de las consecuencias que produjo el golpe de estado de 1973  en el desarrollo del género fue la búsqueda de un nuevo concepto de novela que permitiera dar cuenta de la desconocida y diferente realidad que se comenzó a vivir en el país a partir de ese año. Esta comprensión tenía que realizarse sin que por ello se perdiera el estatuto imaginario que caracteriza a la novela. Se produjo así una significativa aproximación entre el discurso de la novela y el discurso testimonial. Los relatos de Francisco Simón Rivas, por ejemplo, se presentan al lector como enunciaciones imaginarias de un testimonio histórico. Aunque toda novela es un testimonio, advierte el narrador de Todos los días un circo (1988), no debe ser confundida con un relato testimonial típico porque -se advierte en Martes Tristes (1985)- la novela no es historia aunque lo parezca y no es puramente ficción aunque también pudiera parecerlo.»

## Obras
- El Informe Mancini, Cerro Santa María, 1982, Novela.
- Los Mapas Secretos de América Latina, Cerro Huelén, 1984, novela.
- Pequeña Leyenda de una Ciudad Ocupada, Cerro Huelén, 1985, novela.
- Martes Tristes, 1987, Galinost, novela.
- Historias de la Periferia, 1987, Melquiades, Cuentos.
  - El síndrome del Término Anticipado; Afasia del Poder; Síndrome de la Mirada Invertida; El lugar donde nacen las Pieles Vivas; El lugar donde madura el Escarabajo del Vicio; El hombre que hacía llegar el Invierno; La Muralla en Espiral; La Muralla en el Espejo; La Muralla de Papel; Las Tumbas Heladas del Guallatire y Encuentro en...
- Todos los Días un Circo, Planeta, 1988, novela.
- Traición a Hipócrates, Cesoc, 1990, Testimonio.
- Diez noches de Conjura, Contrapunto, 1991, novela.
- El Banquete, 1992, Pehuén, Cuentos.
  - El Náufrago; En nombre de los sueños; La respuesta de las moscas; El hombre de la gárgola; El hombre que se extravió en globo; La obsesión por el calendario; Nostalgia por Sandino; El cuadro y El banquete
- La Historia Extraviada, Mosquito Editores, 1994, novela.
- Una historia al margen, Producciones del Ornitorrinco, 1996, novela.
- El pulmón del general, Enrique Dobry, 1999, novela.
- El fabricante de ausencias, Planeta, 2009, novela.
- La esfinge en el espejo, Galinost, 2012, novela.
- La conjetura del Quincunx, Ceibo, 2014, novela.
- El insoportable paso el tiempo. Nunca la muerte siempre, Ceibo, 2016, novela.
- El quinteto imperfecto, Ceibo, 2018, novela.